# Бриджес, Джеймс, 8-й барон Чандос
Джеймс Бриджес (англ. James Brydges; сентябрь 1642 — 16 октября 1714) — английский аристократ, 3-й баронет Бриджес из Уилтона с 1651 года, 8-й барон Чандос с 1676 года. Посланник Англии в Османской империи в 1680—1686 годах.

## Биография
Джеймс Бриджес принадлежал к младшей ветви аристократического рода. Он был сыном сэра Джона Бриджеса, 2-го баронета Бриджеса из Уилтона (Херефордшир), и его жены Мэри Перл, праправнуком 1-го барона Чандоса. После смерти отца в 1651 году Джеймс стал 3-м баронетом, в 1667 году он занял пост верховного шерифа Херефордшира. В 1676 году, когда умер бездетным Уильям Бриджес, 7-й барон Чандос, сэр Джеймс унаследовал баронский титул и занял место в Палате лордов.
Барон имел связи с Левантийской компанией благодаря своему тестю сэру Генри Барнарду. В 1680 году компания рекомендовала короне назначить его послом Англии в Османской империи, и король Карл II после некоторых колебаний утвердил это назначение. Бриджес выполнял обязанности посланника в 1680—1686 годах.
В браке барона с Элизабет Барнард, дочерью сэра Генри Барнарда и Эммы Чарлтон, родились пять детей:
- Генри[5];
- Мэри (1666—1703), жена Теофилуса Ли[6];
- Элизабет (1668—1739), жена Александра Якоба[7];
- Эмма (1669—1738), жена Эдмунда Чемберлена[8];
- Джеймс (1674—1744), 9-й барон Чандос, 1-й виконт Уилтон и 1-й граф Карнарвон с 1714 года, 1-й герцог Чандос с 1719 года[5].